# Karuna, Sagu

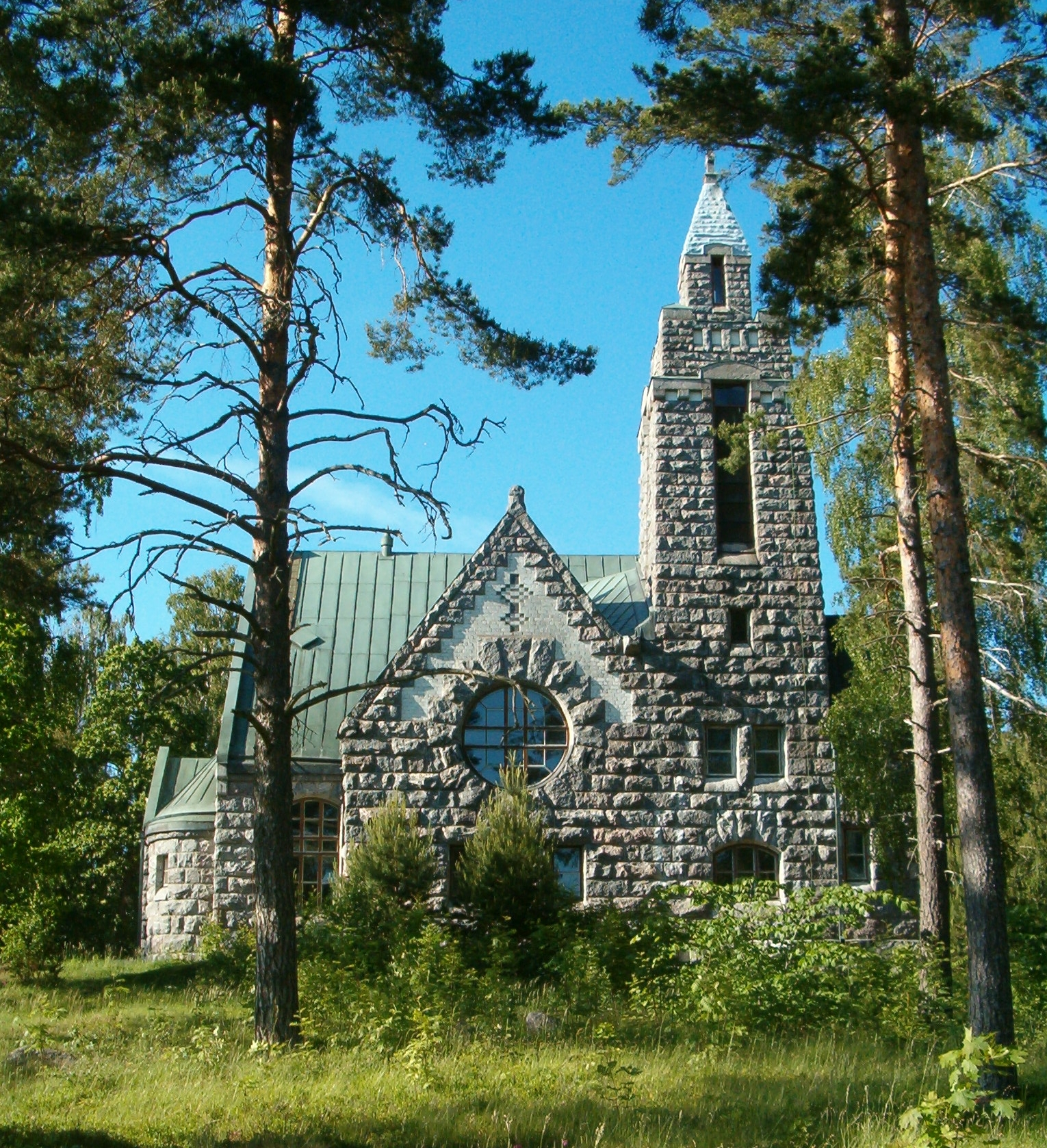
Karuna nya kyrka

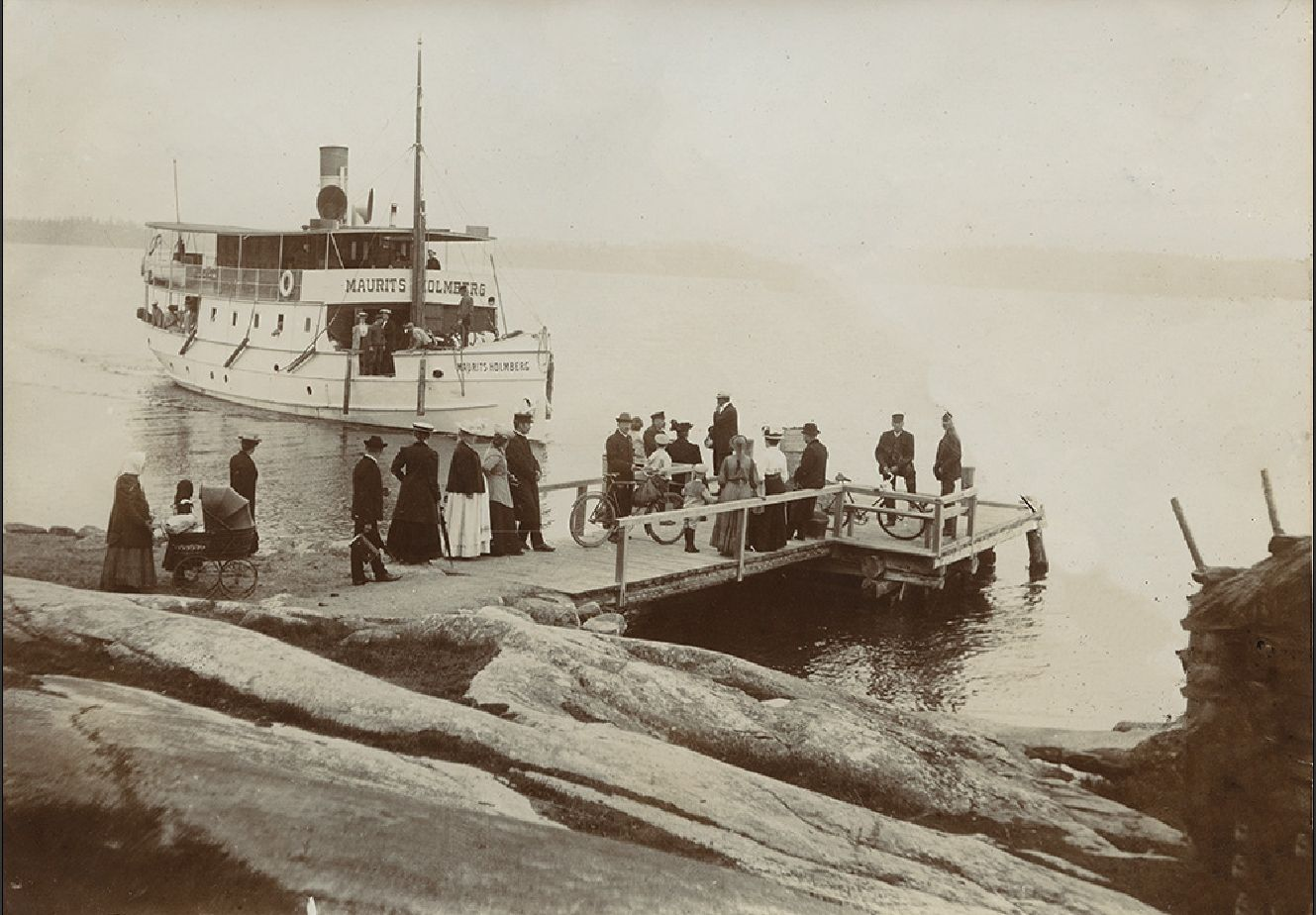
Ångaren Maurits Holmberg, senare Wellamo, på våg mot Orssaari brygga, 1909

Karuna är en före detta kommun i landskapet Egentliga Finland i Västra Finlands län. Karuna är sedan den 1 januari 1969 en del av Sagu kommun, undantaget Sandö som gick över till Kimito kommun. Ett år före kommunsammanslagningen bodde det 971 personer i kommunen.

## Kyrkor och herrgård
Karuna nya kyrka i sten designades av den finländska Josef Stenbäck och byggdes 1908–1910. Byggnadens stil återspeglar nationalromantisk stil med utsmyckning i jugendstil. Karuna gamla kyrka, som är byggd i trä, flyttades från Karuna till Fölisön i Helsingfors 1912.
Karuna gård är belägen i närheten av Karuna nya kyrka.

## Byar
Byar i den tidigare kommunen är Broddböle, Dikarböle (Tiikarla), Eistböle (Eistilä), Eknäs (finska: Eikniemi), Fröjdböle, Gussdal (Kustaali), Halslax (Halslahti), Handby (Haanniemi), Hintsholm (Hintsholma), Karinkorva, Karuna, Kasklax (Kasklahti), Kältarböle (Kelturi), Knutnäs (Nuuttiniemi), Koppholm (Kupiluoto), Kråknäs (Krooka), Kärkis (Kärkkinen), Kärknäs (Kärkniemi), Liden, Lämmis (Lemminen), Maalu, Mannböle (Maanila), Orssaari, Pukböle (Tuomaala), Päisterpää, Rantola, Ruskulla (Ruskola), Sandö (Santasaari), Savisalo, Sitolax (Sitolahti), Smörvik (Voilahti), Stappåker (Tapola), Steninge (Teininki), Strömsböle (Raumala), Sydmo (Sydänmaa), Timböle (Timari), Tomasböle (Tuomaala), Torikka.